# Aeroportul Internațional Moshoeshoe I
Aeroportul Internațional Moshoeshoe I (IATA: MSU, ICAO: FXMM) este un aeroport din Mazenod⁠(d), Districtul Maseru, Lesotho ce deservește zona Maseru. A fost deschis în 1985.
Situat la o altitudine de 1.630 m, aeroportul dispune de o singură pistă.